# Nobunagun
Nobunagun (ノブナガン?, Nobunagan) è un manga scritto e illustrato da Masato Hisa. È stato pubblicato da maggio 2011 ad agosto 2015 sulla rivista Comic Earth Star e in seguito raccolto in sei volumi tankōbon. Una serie televisiva anime di tredici episodi ne è stata tratta dallo studio Bridge e trasmessa da gennaio a marzo 2014 sul canale Tokyo MX.